# Список парусных ботов Российского императорского флота

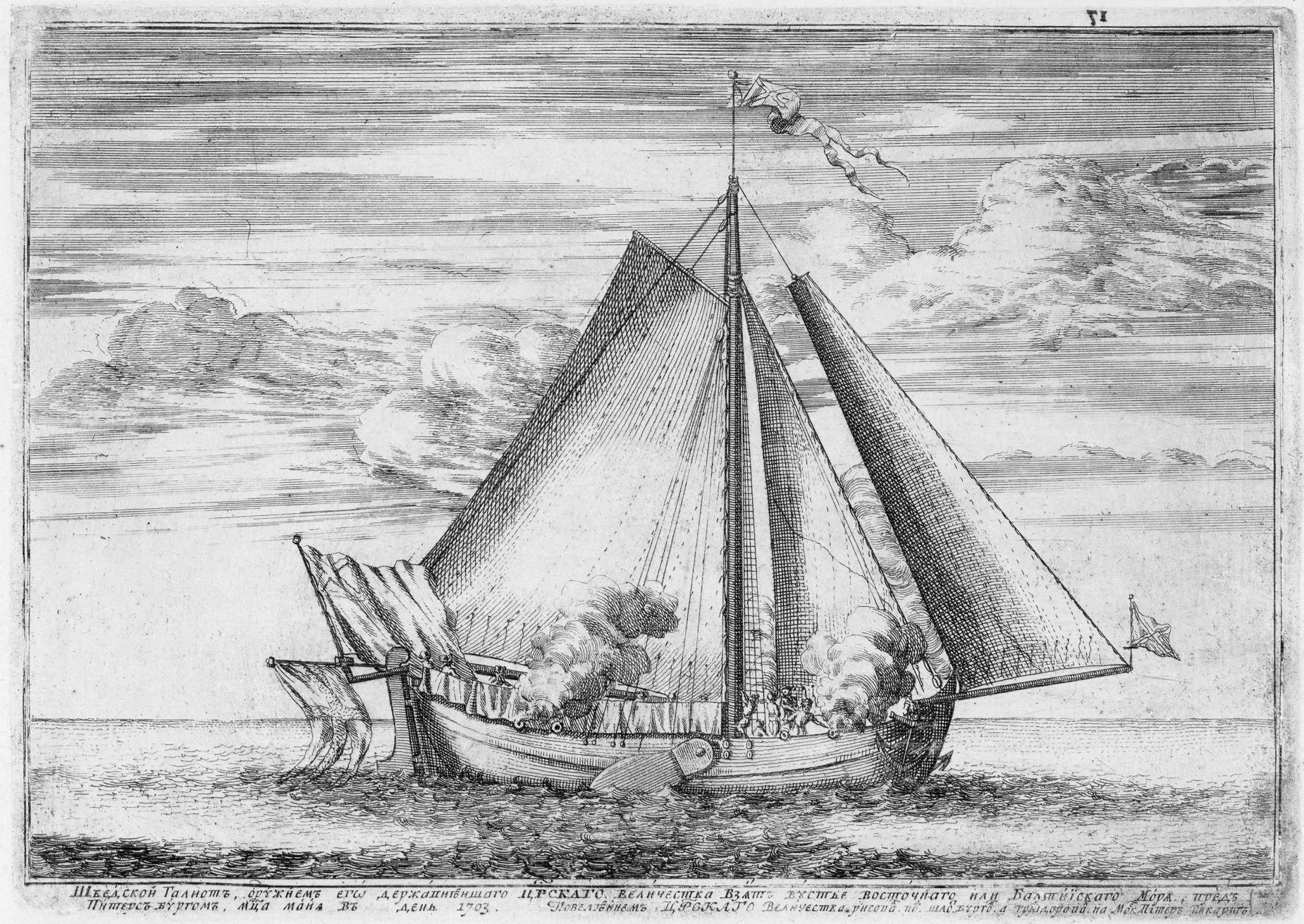
Питер Пикарт. Бот «Гедан»

В список включены боты (от нидерл. boot — лодка), небольшие одномачтовые судна, состоявшие на вооружении Российского императорского флота.
В эпоху парусного флота в России были распространены достаточно широко и в разное время находились на службе в составе Балтийского и Черноморского флотов, Азовской, Беломорской, Каспийской и Сибирской флотилий. Конструкция российских ботов была достаточно разнообразной, начиная от небольших беспалубных судов без артиллерии, до крупных палубных ботов, вооружавшихся артиллерией небольшого калибра и фальконетами. Первыми российскими ботами были дедушка русского флота — ботик «Святой Николай», приобретённый двоюродным братом деда Петра I боярином Н. И. Романовым, и единственное сохранившееся судно Переславской потешной флотилии — ботик «Фортуна».
В составе Российского императорского флота боты использовались в качестве грузовых, посыльных, почтовых судов и судов связи, принимали участие в операциях флота по высадке десантов, географических экспедициях и гидрографических исследованиях.

## Легенда
Список судов разбит на разделы по флотам и флотилиям, внутри разделов суда представлены в порядке очерёдности включения их в состав флота или флотилии, в рамках одного года — по алфавиту. В отдельные разделы выделены боты, использовавшиеся до учреждения регулярного флота, и захваченные у неприятеля боты, в отношении которых не сохранилось сведений об их службе в составе российского флота или которые продолжили службу в качестве судов другого класса. Ссылки на источники информации для каждой строки таблиц списка и комментариев, приведённых к соответствующим строкам, сгруппированы и располагаются в столбце Примечания.
- Размер — длина и ширина судна в метрах.
- Осадка — осадка судна (глубина погружения в воду) в метрах.
- Место постройки — верфь постройки судна или место его приобретения, в случаях, когда верфь точно определить не удалось указывается город или место постройки. Для ботов, захваченных у неприятеля, столбец заменён на Место взятия в плен.
- История службы — основные места и события, для ботов, захваченных у неприятеля, столбец заменён на Подробности взятия в плен.
- н/д — нет данных.
- н/у — не устанавливалось.

Сортировка может проводиться по любому из выбранных столбцов таблиц, кроме столбцов История службы, Подробности взятия в плен и Примечания.

## Первые боты
В разделе приведены боты, использовавшиеся в России до учреждения регулярного флота.
| Наименование   | Ор. | Размер     | Осадка | Место постройки                | Вх.    | История службы | Прим.             |
| -------------- | --- | ---------- | ------ | ------------------------------ | ------ | --- | ----------------- |
| Святой Николай | 3/4 | 6,1 x 1,97 | 0,8    | Построен и приобретён в Англии | 1640-е | Приобретён боярином Н. И. Романовым для речных прогулок. Весной 1688 года был отремонтирован и использовался для обучения Петра I управлению парусными судами. С 1701 года хранился в Москве под навесом у колокольни Ивана Великого. В 1722 году принимал участие в торжественных мероприятиях по случаю победы в Северной войне, а в 1723 году был перевезён в Санкт-Петербург и оставлен на хранение в Петропавловской крепости. В 1724, 1744, 1754, 1803 и 1836 годах принимал участие в различных торжественных мероприятиях. В 1782 году был одним из экспонатов Всероссийской политехнической выставки в Москве. С 1940 года хранится в Центральном военно-морском музее, с 1941 по 1946 год находился в эвакуации в Ульяновске, как национальная реликвия. | [ 4 ] [ 5 ] [ 6 ] |
| Фортуна        | н/у | 6,8 x 2,4  | 1,4    | Переславская верфь             | 1692   | С 1692 по 1964 год принимал участие в манёврах и учениях Переславской потешной флотилии. После 1694 года не использовался. С 1723 года хранился под навесами на берегу реки Трубеж. Во время пожара в 1783 году стал единственным уцелевшим судном флотилии. С 1803 года хранится в специально построенной музее-усадьбе «Ботик Петра I». | [ 7 ] [ 8 ]       |

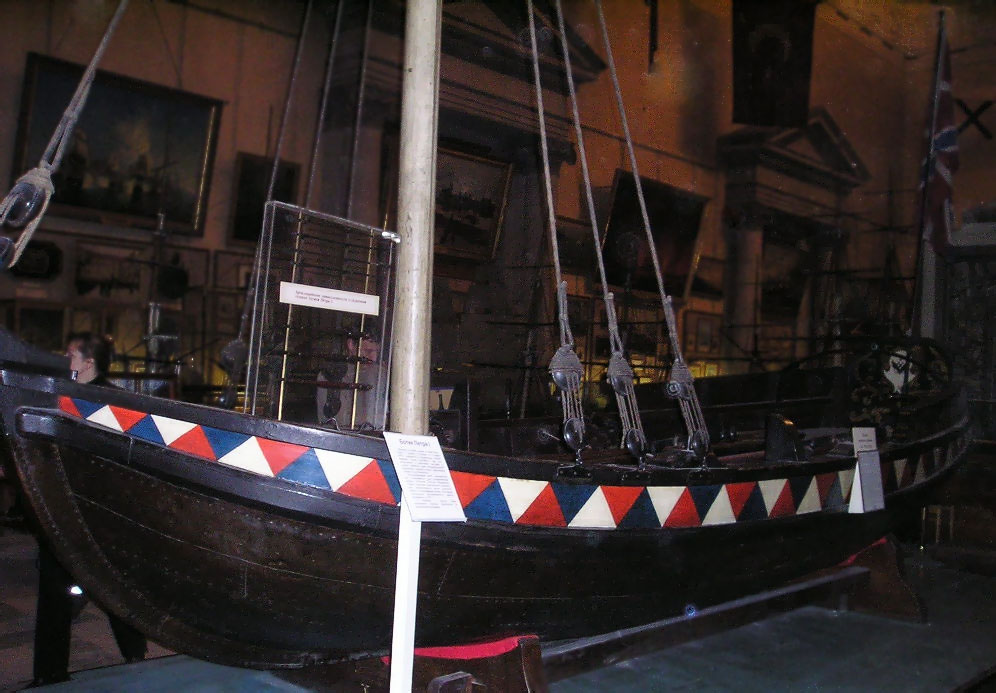
Ботик «Святой Николай» в музее, 2003 год
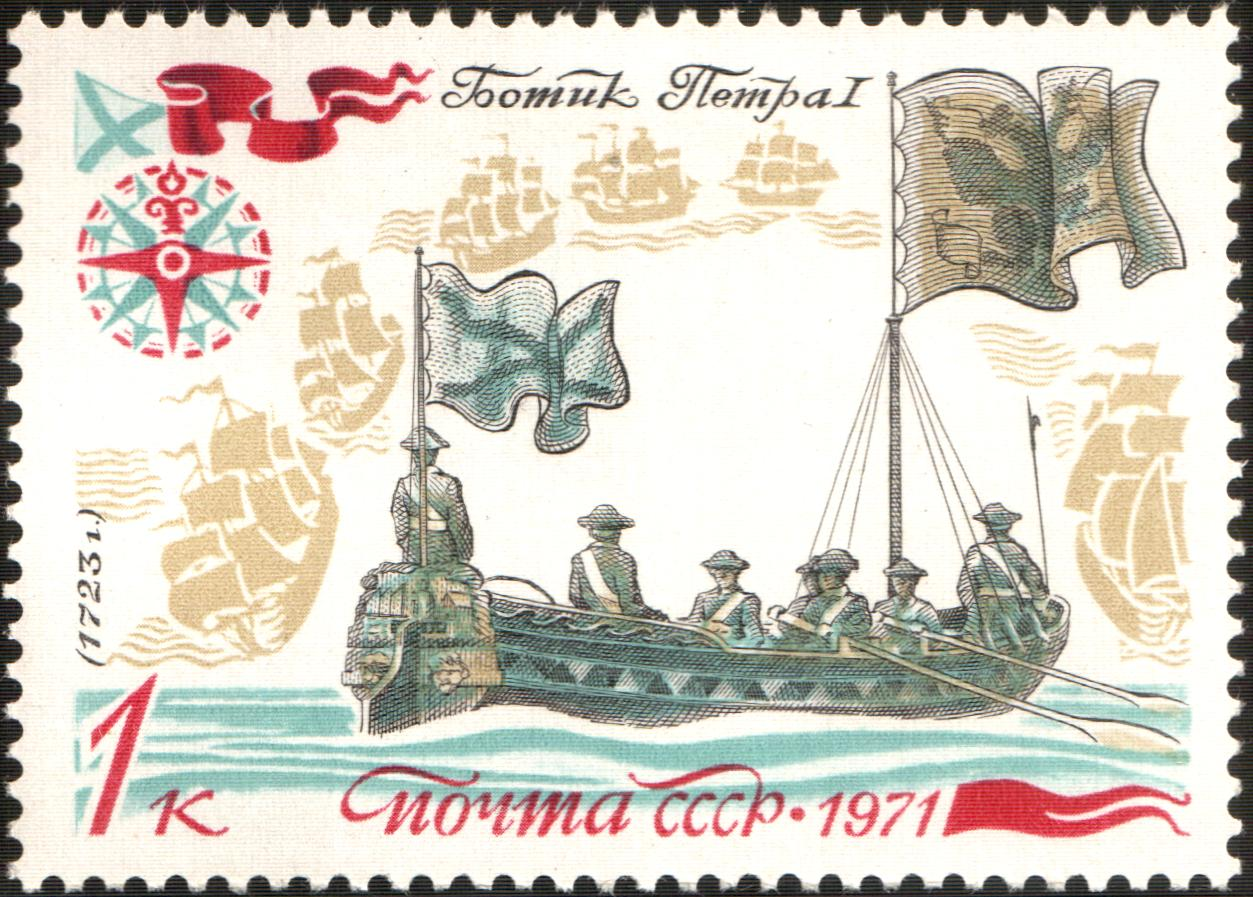
Ботик «Святой Николай» на советской почтовой марке 1971 года
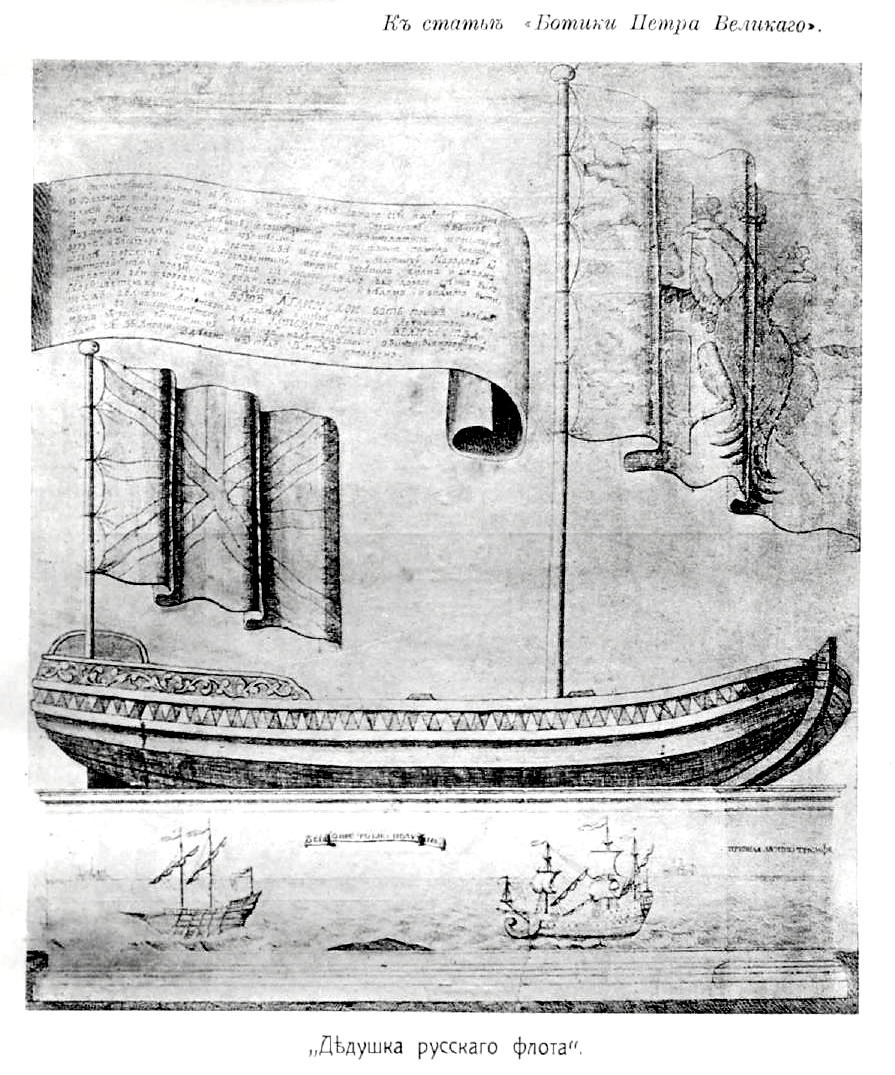
Рисунок ботика «Святой Николай» из Военной энциклопедии Сытина
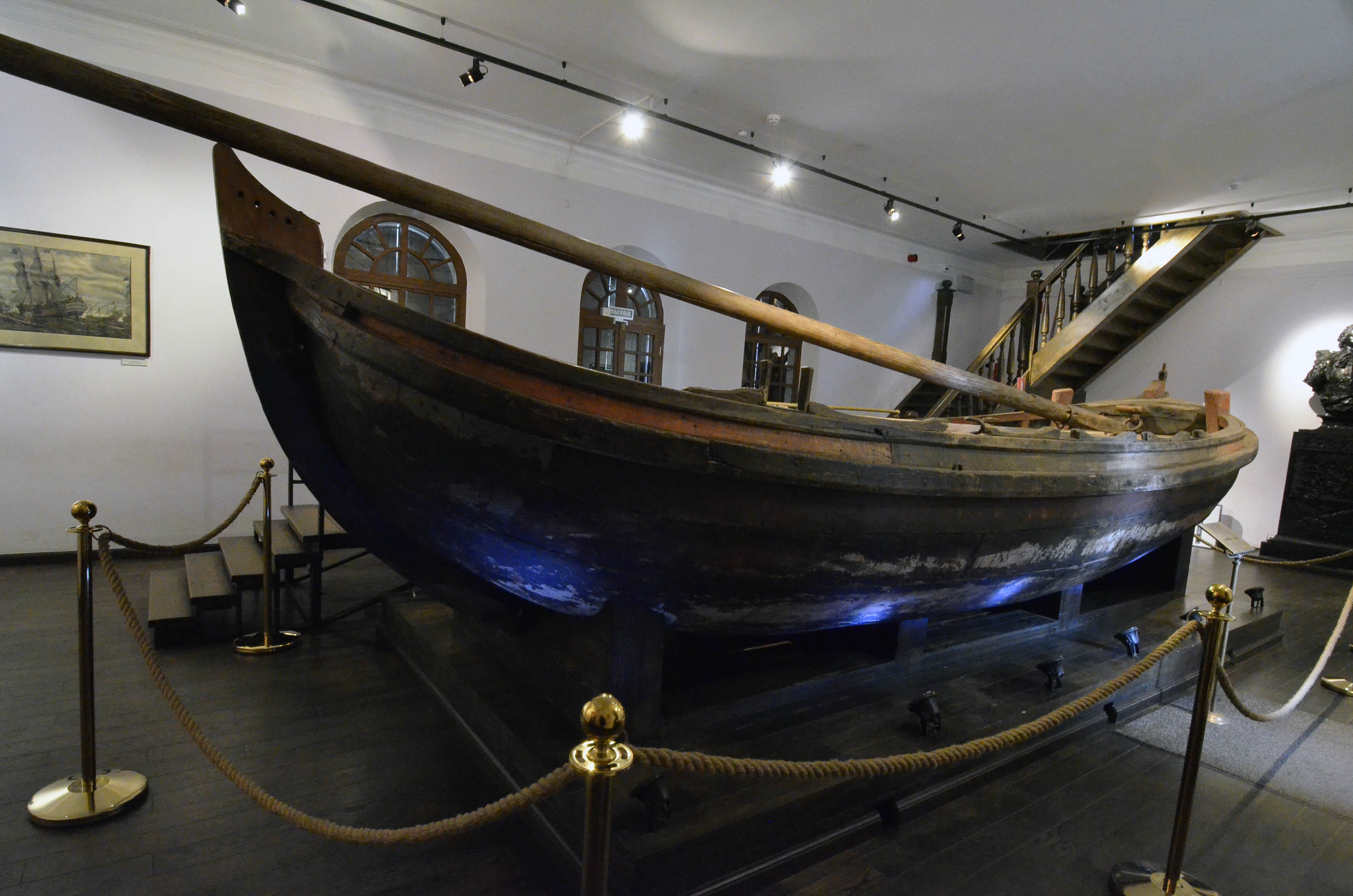
Ботик «Фортуна» в музее, 2013 год
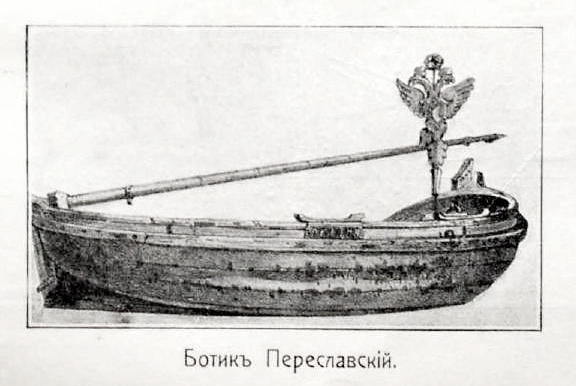
Рисунок ботика «Фортуна» из Военной энциклопедии Сытина

## Боты Балтийского флота
В разделе приведены боты, входившие в состав Балтийского флота России. Сведений о вооружении балтийских ботов и мастеров, отвечавших за их строительство не сохранилось.
| Наименование    | Размер                                                             | Осадка                                                             | Место постройки                                                    | Вх.                                                                | Вых. | История службы | Прим.  |
| --------------- | ------------------------------------------------------------------ | ------------------------------------------------------------------ | ------------------------------------------------------------------ | ------------------------------------------------------------------ | ---- | --- | ------ |
| Фишер-бот       | 18,3 x 4,6                                                         | 2,7                                                                | Олонецкая верфь                                                    | 1705                                                               | н/д  | Сведений о плаваниях ботов не сохранилось.                                                                                          | [ 9 ]  |
| Санкт-Петербург | 11,9 x 4,4                                                         | 2,8                                                                | Галерный порт Санкт-Петербурга                                     | 1803                                                               | н/д  | Сведений о плаваниях ботов не сохранилось.                                                                                          | [ 10 ] |
| Дельфин         | Сведений о конструкции судна и месте его постройки не сохранилось. | Сведений о конструкции судна и месте его постройки не сохранилось. | Сведений о конструкции судна и месте его постройки не сохранилось. | 1803                                                               | н/д  | Сведений о плаваниях ботов не сохранилось.                                                                                          | [ 10 ] |
| Алард           | Сведений о конструкции судна не сохранилось.                       | Сведений о конструкции судна не сохранилось.                       | Приведён из Дании                                                  | 1806                                                               | н/д  | Сведений о плаваниях ботов не сохранилось.                                                                                          | [ 10 ] |
| № 16            | Сведений о конструкции судов и местах их постройки не сохранилось. | Сведений о конструкции судов и местах их постройки не сохранилось. | Сведений о конструкции судов и местах их постройки не сохранилось. | Сведений о конструкции судов и местах их постройки не сохранилось. | 1826 | Сведений о плаваниях бота не сохранилось. Разбился 7 (19) сентября 1826 года по пути из Пернова в Ригу.                             | [ 11 ] |
| № 17            | Сведений о конструкции судов и местах их постройки не сохранилось. | Сведений о конструкции судов и местах их постройки не сохранилось. | Сведений о конструкции судов и местах их постройки не сохранилось. | Сведений о конструкции судов и местах их постройки не сохранилось. | 1826 | Сведений о плаваниях бота не сохранилось. Погиб 10 (22) сентября 1826 года при оказании помощи севшему на мель транспорту «Мезень». | [ 11 ] |
| № 21            | Сведений о конструкции судов и местах их постройки не сохранилось. | Сведений о конструкции судов и местах их постройки не сохранилось. | Сведений о конструкции судов и местах их постройки не сохранилось. | Сведений о конструкции судов и местах их постройки не сохранилось. | 1813 | Сведений о плаваниях бота не сохранилось. По пути из Риги в Данциг 2 (14) сентября 1813 года разбился у острова Вормси.             | [ 12 ] |
| № 16            | Сведений о конструкции судов и местах их постройки не сохранилось. | Сведений о конструкции судов и местах их постройки не сохранилось. | Сведений о конструкции судов и местах их постройки не сохранилось. | Сведений о конструкции судов и местах их постройки не сохранилось. | 1827 | Сведений о плаваниях бота не сохранилось. Разбился 20 октября (1 ноября) 1827 года на Свеаборгском рейде.                           | [ 13 ] |
| № 25            | Сведений о конструкции судов и местах их постройки не сохранилось. | Сведений о конструкции судов и местах их постройки не сохранилось. | Сведений о конструкции судов и местах их постройки не сохранилось. | Сведений о конструкции судов и местах их постройки не сохранилось. | 1835 | Сведений о плаваниях бота не сохранилось. Разбился 8 (20) июня 1835 года по пути из Кронштадта в Свеаборг.                          | [ 13 ] |

Помимо приведённых в таблице судов в источниках упоминаются палубные боты № 5, № 7 и № 10, находившиеся в Итальянском пруду во время наводнения 1824 года, при этом во время наводнения бот № 7 был вынесен из пруда в Военную гавань. Иных сведений об этих ботах не сохранилось.

## Боты Азовской флотилии и Черноморского флота
В разделе приведены боты, входившие в состав Азовской флотилии и Черноморского флота России.
| Наименование    | Ор. | Размер | Осадка | Место постройки | Мастер | Вх. | Вых. | История службы | Прим.                       |
| --------------- | --- | --- | --- | --- | --- | --- | --- | --- | --------------------------- |
| 5 больших ботов | Сведений о вооружении и конструкции судов, месте и времени их постройки, корабельных мастерах и точном периоде нахождения их в составе флота не сохранилось. | Сведений о вооружении и конструкции судов, месте и времени их постройки, корабельных мастерах и точном периоде нахождения их в составе флота не сохранилось. | Сведений о вооружении и конструкции судов, месте и времени их постройки, корабельных мастерах и точном периоде нахождения их в составе флота не сохранилось. | Сведений о вооружении и конструкции судов, месте и времени их постройки, корабельных мастерах и точном периоде нахождения их в составе флота не сохранилось. | Сведений о вооружении и конструкции судов, месте и времени их постройки, корабельных мастерах и точном периоде нахождения их в составе флота не сохранилось. | Сведений о вооружении и конструкции судов, месте и времени их постройки, корабельных мастерах и точном периоде нахождения их в составе флота не сохранилось. | Сведений о вооружении и конструкции судов, месте и времени их постройки, корабельных мастерах и точном периоде нахождения их в составе флота не сохранилось. | Принимали участие в русско-турецкой войне 1735—1739 годов в составе азовской флотилии вице-адмирала П. П. Бредаля. В мае 1737 года флотилия действовала вдоль побережья Азовского моря обеспечивая двигавшиеся по берегу войска всем необходимым и переправляя их через реки. В июне суда занимали позицию в проливе у Геническа и обеспечивали переправу войск через пролив на Арабатскую Стрелку, после чего сопровождали войска вдоль побережья. 29 июня (10 июля) и 1 (12) июля 1737 года выдержали сильные шторма в Азовском море. | [ 15 ]                      |
| Палубный бот    | Сведений о вооружении и конструкции судна, месте и времени его постройки, а также корабельном мастере не сохранилось.                                        | Сведений о вооружении и конструкции судна, месте и времени его постройки, а также корабельном мастере не сохранилось.                                        | Сведений о вооружении и конструкции судна, месте и времени его постройки, а также корабельном мастере не сохранилось.                                        | Сведений о вооружении и конструкции судна, месте и времени его постройки, а также корабельном мастере не сохранилось.                                        | Сведений о вооружении и конструкции судна, месте и времени его постройки, а также корабельном мастере не сохранилось.                                        | Сведений о вооружении и конструкции судна, месте и времени его постройки, а также корабельном мастере не сохранилось.                                        | 1772 | Сведений о плаваниях бота не сохранилось. В сентябре 1772 года пропал без вести по пути из Феодосии в Керчь. | [ 16 ]                      |
| Курьер          | 12 | 20,1 x 5 | 2,3 | Новохопёрская верфь | Сведений о корабельных мастерах, построивших суда, не сохранилось.                                                                                           | 1772 | 1777 | Принимал участие в русско-турецкой войне 1768—1774 годов. В 1775 году использовался для доставки почты из Керчи в Константинополь и перевозки пленных турок. В 1776 году выходил в плавания в Чёрное море. Разбился в 1777 году в Ахтиарской бухте. | [ 17 ] [ 18 ] [ 19 ]        |
| Миус            | 12 | 20,1 x 5 | 2,3 | Новохопёрская верфь | Сведений о корабельных мастерах, построивших суда, не сохранилось.                                                                                           | 1772 | 1782 | Принимал участие в русско-турецкой войне 1768—1774 годов. В 1775 году выходил в плавания в Азовское и Чёрное моря. С 1776 по 1778 год использовался для выполнения гидрографические работ в Азовском море. В 1779 году выходил в плавание в Азовское море, после чего ушёл в Херсон. В 1782 году доставил из Херсона в Смирну русского консула, на обратном пути пропал без вести в Чёрном море. | [ 16 ] [ 17 ] [ 18 ] [ 20 ] |
| Санбек          | 12 | 20,1 x 5 | 2,3 | Новохопёрская верфь | Сведений о корабельных мастерах, построивших суда, не сохранилось.                                                                                           | 1772 | 1786 | Принимал участие в русско-турецкой войне 1768—1774 годов. В 1775 году нёс брандвахтенную службу в Керчи. Ежегодно с 1776 по 1779 выходил в крейсерские плавания в Чёрное море в составе эскадр. В 1783 году выходил в плавания в Азовское море. По окончании службы разобран в Херсоне. | [ 17 ] [ 18 ]               |
| Темерник        | 12 | 20,1 x 5 | 2,3 | Новохопёрская верфь | Сведений о корабельных мастерах, построивших суда, не сохранилось.                                                                                           | 1772 | н/д | Принимал участие в русско-турецкой войне 1768—1774 годов, в том числе в сражении с турецкими судами. 6 (17) ноября 1773 года выброшен на берег во время шторма, однако позже снят и в 1774 году переоборудован в брандер. | [ 17 ] [ 21 ]               |
| Битюг           | 12 | 20,1 x 5 | 2,3 | Новопавловская верфь | Сведений о корабельных мастерах, построивших суда, не сохранилось.                                                                                           | 1773 | 1791 | Принимал участие в русско-турецкой войне 1768—1774 годов. С 1775 по 1779 год выходил в плавания в Азовское и Чёрное моря. В 1777 году также нёс брандвахтенную службу в Балаклаве, а 1780 году — в Днепровском лимане. В 1782 году состоял на почтовом сообщении между Таганрогом и Константинополем. Принимал участие в русско-турецкой войне 1787—1791 годов, в 1788 году был переоборудован в бомбардирский корабль и переименован в «Спиридон Тримифийский».                                                                        | [ 22 ] [ 23 ] [ 24 ]        |
| Карабут         | 12 | 20,1 x 5 | 2,3 | Новопавловская верфь | Сведений о корабельных мастерах, построивших суда, не сохранилось.                                                                                           | 1773 | н/д | Принимал участие в русско-турецкой войне 1768—1774 годов. В 1775 году использовался для доставки в Константинополь почты, а в 1777 году курьеров. В 1776 году на боте проводилась опись анатолийского берега. В 1778 и 1779 годах выходили в крейсерские плавания в Азовское море. В 1784 и 1786 годах состоял на почтовом сообщении между Севастополем и Константинополем. | [ 18 ] [ 25 ]               |
| Елань           | 12 | 20,1 x 5 | 2,3 | Новохопёрская верфь | Сведений о корабельных мастерах, построивших суда, не сохранилось.                                                                                           | 1774 | н/д | В год постройки был переведён с верфи в Таганрог. Ежегодно с 1775 по 1780 год выходил в плавания в Азовское и Чёрное моря. В 1779 году нёс брандвахтенную службу в Керчи. В 1789 году использовался в качестве почтового судна на маршруте Керчь—Константинополь. В 1782 году подвергся тимберовке. С 1784 по 1787 год на судне проводились гидрографические работы в Азовском море. | [ 18 ] [ 26 ]               |
| Хопёр           | 12 | 20,1 x 5 | 2,3 | Новохопёрская верфь | Сведений о корабельных мастерах, построивших суда, не сохранилось.                                                                                           | 1774 | н/д | В год постройки был переведён с верфи в Таганрог. В 1775 и 1776 годах выходил в плавания в Азовское море. В 1777 году крейсировал между Суджук-Кале и Кафой. В 1778 году использовался для доставки почты в Константинополь, а 1779 году — для выполнения гидрографических работ. В 1783 году нёс брандвахтенную службу в Таганроге, а 1784 году — в Севастополе. | [ 18 ] [ 26 ]               |
| Калмиус         | 12 | 20,1 x 5 | 2,3 | Новохопёрская верфь | Сведений о корабельных мастерах, построивших суда, не сохранилось.                                                                                           | 1780 | н/д | Ежегодно с 1783 по 1785 год выходил в крейсерские плавания в Чёрное море. В 1786 году стоял в Керчи. Принимал участие в русско-турецкой войне 1787—1791 годов. В 1787 году нёс брандвахтенную службу в Феодосии, а 1788 году выходил в крейсерские плавания в Керченский пролив. | [ 26 ] [ 27 ]               |
| Новопавловск    | 12 | 20,1 x 5 | 2,3 | Новопавловская верфь | Сведений о корабельных мастерах, построивших суда, не сохранилось.                                                                                           | 1780 | н/д | В 1781 и 1782 годах выходил в крейсерства в Керченском проливе и совершал плавания в Чёрном море. В октябре 1782 года из-за сильной течи был посажен экипажем на мель, позже снят с мели отремонтирован и введён в строй. В 1783 году нёс брандвахтенную службу в Феодосии, а с 1785 по 1787 год — в Керчи. | [ 26 ] [ 27 ]               |
| Часовой         | 2 | 12,7 x 4,3 | 2,5 | Николаевское адмиралтейство | А. С. Акимов | 1837 | 1852 | В 1839 году принимал участие в боевых действиях на Кавказском побережье. С 1840 по 1851 год совершал плавания между Севастополем и Николаевом. По окончании службы был разобран. | [ 28 ] [ 29 ]               |

## Боты Беломорской флотилии
В разделе приведены боты, входившие в состав Беломорской флотилии России. Сведений о размерах беломорских ботов не сохранилось.
| Наименование | Ор. | Место постройки                                                                                         | Мастер                                                                                                  | Вх. | Вых. | История службы                                                                                                  | Прим.                |
| ------------ | --- | --- | --- | --- | ---- | --- | -------------------- |
| Без названия | 10 | Соломбальская верфь                                                                                     | П. Баженов                                                                                              | 1727 | 1738 | С 1727 по 1738 год нёс брандвахтенную службу в Архангельске. По окончании службы разобран.                      | [ 2 ]                |
| Лебедь       | н/д | Соломбальская верфь                                                                                     | Сведений о корабельных мастерах, построивших суда, не сохранилось.                                      | 1762 | н/д  | Состоял при Архангельском порте.                                                                                | [ 30 ] [ 31 ] [ 32 ] |
| Сокол        | н/д | Соломбальская верфь                                                                                     | Сведений о корабельных мастерах, построивших суда, не сохранилось.                                      | 1762 | 1763 | Состоял при Архангельском порте и использовался для выполнения описи берегов Белого моря. В 1763 году разбился. | [ 30 ] [ 31 ] [ 32 ] |
| № 1          | Сведений о вооружении судна, месте и времени его постройки, а также корабельном мастере не сохранилось. | Сведений о вооружении судна, месте и времени его постройки, а также корабельном мастере не сохранилось. | Сведений о вооружении судна, месте и времени его постройки, а также корабельном мастере не сохранилось. | Сведений о вооружении судна, месте и времени его постройки, а также корабельном мастере не сохранилось. | 1765 | Сопровождал суда экспедиции В. Я. Чичагова. Разбился в районе Кильдюина 2 (13) ноября 1765 года.                | [ 33 ]               |

## Боты Каспийской флотилии
В разделе приведены боты, входившие в состав Каспийской флотилии России.
| Наименование        | Ор.                                                       | Размер                                                    | Осадка                                                    | Место постройки                           | Мастер                                                             | Вх. | Вых. | История службы | Прим.                       |
| ------------------- | --------------------------------------------------------- | --------------------------------------------------------- | --------------------------------------------------------- | ----------------------------------------- | ------------------------------------------------------------------ | --- | --- | --- | --------------------------- |
| 10 палубных ботов   | н/д                                                       | 9,75                                                      | н/д                                                       | Казанское адмиралтейство                  | Савинов                                                            | Все суда были заложены в 1718 году. Сведений о спуске их на воду, вхождении в состав флота и участии в плаваниях не сохранилось. | Все суда были заложены в 1718 году. Сведений о спуске их на воду, вхождении в состав флота и участии в плаваниях не сохранилось. | Все суда были заложены в 1718 году. Сведений о спуске их на воду, вхождении в состав флота и участии в плаваниях не сохранилось. | [ 34 ] [ 35 ]               |
| Принцесса Елизавета | н/д                                                       | 13 x 3,7                                                  | н/д                                                       | Казанское адмиралтейство                  | Сведений о корабельных мастерах, построивших суда, не сохранилось. | 1719 | н/д | Принимали участие в Персидском походе 1722—1723 годов. | [ 2 ] [ 34 ]                |
| Принцесса Наталья   | н/д                                                       | 8,2 x 2,3                                                 | 9,2                                                       | Казанское адмиралтейство                  | Сведений о корабельных мастерах, построивших суда, не сохранилось. | 1719 | н/д | Принимали участие в Персидском походе 1722—1723 годов. | [ 2 ]                       |
| Принцесса Анна      | н/д                                                       | 7,8 x 2,29                                                | н/д                                                       | Казанское адмиралтейство                  | Сведений о корабельных мастерах, построивших суда, не сохранилось. | Сведений о плаваниях бота и периоде его службы не сохранилось.                                                                   | Сведений о плаваниях бота и периоде его службы не сохранилось.                                                                   | Сведений о плаваниях бота и периоде его службы не сохранилось. | [ 35 ]                      |
| Курьер              | Сведений о вооружении и конструкции судов не сохранилось. | Сведений о вооружении и конструкции судов не сохранилось. | Сведений о вооружении и конструкции судов не сохранилось. | Казанское или астраханское адмиралтейство | Сведений о корабельных мастерах, построивших суда, не сохранилось. | 1723 | н/д | В 1723 году совершили переход из Казани в Астрахань. Принимали участие в Персидском походе 1722—1723 годов, выходили в крейсерские плавания в Каспийское море. | [ 2 ] [ 34 ] [ 35 ]         |
| Почтальон           | Сведений о вооружении и конструкции судов не сохранилось. | Сведений о вооружении и конструкции судов не сохранилось. | Сведений о вооружении и конструкции судов не сохранилось. | Казанское или астраханское адмиралтейство | Сведений о корабельных мастерах, построивших суда, не сохранилось. | 1723 | н/д | В 1723 году совершили переход из Казани в Астрахань. Принимали участие в Персидском походе 1722—1723 годов, выходили в крейсерские плавания в Каспийское море. | [ 2 ] [ 34 ] [ 35 ]         |
| Сокол               | Сведений о вооружении и конструкции судов не сохранилось. | Сведений о вооружении и конструкции судов не сохранилось. | Сведений о вооружении и конструкции судов не сохранилось. | Казанское или астраханское адмиралтейство | Сведений о корабельных мастерах, построивших суда, не сохранилось. | 1723 | н/д | В 1723 году совершили переход из Казани в Астрахань. Принимали участие в Персидском походе 1722—1723 годов, выходили в крейсерские плавания в Каспийское море. | [ 2 ] [ 34 ] [ 35 ]         |
| Сулак               | Сведений о вооружении и конструкции судов не сохранилось. | Сведений о вооружении и конструкции судов не сохранилось. | Сведений о вооружении и конструкции судов не сохранилось. | Казанское или астраханское адмиралтейство | Сведений о корабельных мастерах, построивших суда, не сохранилось. | 1723 | н/д | В 1723 году совершили переход из Казани в Астрахань. Принимали участие в Персидском походе 1722—1723 годов, выходили в крейсерские плавания в Каспийское море. | [ 2 ] [ 34 ] [ 35 ]         |
| Штафет              | Сведений о вооружении и конструкции судов не сохранилось. | Сведений о вооружении и конструкции судов не сохранилось. | Сведений о вооружении и конструкции судов не сохранилось. | Казанское или астраханское адмиралтейство | Сведений о корабельных мастерах, построивших суда, не сохранилось. | 1723 | н/д | В 1723 году совершили переход из Казани в Астрахань. Принимали участие в Персидском походе 1722—1723 годов, выходили в крейсерские плавания в Каспийское море. | [ 2 ] [ 34 ] [ 35 ]         |
| Терек               | Сведений о вооружении и конструкции судов не сохранилось. | Сведений о вооружении и конструкции судов не сохранилось. | Сведений о вооружении и конструкции судов не сохранилось. | Казанское или астраханское адмиралтейство | Сведений о корабельных мастерах, построивших суда, не сохранилось. | 1723 | н/д | В 1723 году совершил переход из Казани в Астрахань. Принимал участие в Персидском походе 1722—1723 годов, в том числе захватил 3 судна противника в устье Куры и выходил в крейсерские плавания в Каспийское море.                                                                | [ 2 ] [ 34 ] [ 35 ]         |
| Соловей             | н/д                                                       | 20,1 x 5,5                                                | 2,4                                                       | Казанское адмиралтейство                  | Сведений о корабельных мастерах, построивших суда, не сохранилось. | 1764 | 1778 | В 1778 году бот использовался для доставки фруктов для императорского двора. 15 (26) октября 1778 года был затерт льдами в устье Волги и спустя 5 дней разбит. | [ 31 ] [ 35 ] [ 36 ] [ 37 ] |
| 3 бота без названия | н/д                                                       | 20,1 x 5,5                                                | 2,4                                                       | Казанское адмиралтейство                  | Сведений о корабельных мастерах, построивших суда, не сохранилось. | 1764 | н/д | Сведений о наименованиях судов и их плаваниях не сохранилось. | [ 31 ]                      |
| № 1                 | Сведений о вооружении и конструкции судов не сохранилось. | Сведений о вооружении и конструкции судов не сохранилось. | Сведений о вооружении и конструкции судов не сохранилось. | Казанское адмиралтейство                  | Сведений о корабельных мастерах, построивших суда, не сохранилось. | 1779 | н/д | Ежегодно с 1779 по 1785 год выходил в плавания в Каспийское море. В 1786 году использовался для описи туркменского берега. С 1787 по 1790 год нёс брандвахтенную службу у острова Четырёхбугорный. В 1791 и 1792 годах выполнял плавания к берегам Персии.                        | [ 38 ]                      |
| № 2                 | Сведений о вооружении и конструкции судов не сохранилось. | Сведений о вооружении и конструкции судов не сохранилось. | Сведений о вооружении и конструкции судов не сохранилось. | Казанское адмиралтейство                  | Сведений о корабельных мастерах, построивших суда, не сохранилось. | 1779 | н/д | В 1779 и 1792 годах выходил в плавания в Каспийское море. В 1793 году нёс брандвахтенную службу у острова Четырёхбугорный. | [ 38 ]                      |
| № 3                 | Сведений о вооружении и конструкции судов не сохранилось. | Сведений о вооружении и конструкции судов не сохранилось. | Сведений о вооружении и конструкции судов не сохранилось. | Казанское адмиралтейство                  | Сведений о корабельных мастерах, построивших суда, не сохранилось. | 1779 | 1783 | Ежегодно с 1779 по 1783 год выходил в плавания в Каспийское море. В 1783 году по пути из Астрахани в Астрабад во время шторма был выброшен на Ферабатскую косу и позже сожжён экипажем.                                                                                           | [ 38 ] [ 39 ] [ 40 ]        |
| Орёл                | Сведений о вооружении и конструкции судов не сохранилось. | Сведений о вооружении и конструкции судов не сохранилось. | Сведений о вооружении и конструкции судов не сохранилось. | Казанское адмиралтейство                  | Сведений о корабельных мастерах, построивших суда, не сохранилось. | н/д | н/д | В кампанию 1795 года в составе отряда перешёл из Казани в Астрахань. | [ 41 ]                      |
| Эмбенский бот № 1   | 4                                                         | 14 x 4,3                                                  | 2,2                                                       | Астраханское адмиралтейство               | И. Д. Алексеев                                                     | 1831 | 1844 | С 1831 по 1842 год использовался для охраны рыбных промыслов в эмбенских водах. В 1838 году подвергся тимберовке. По окончании службы был разобран. | [ 28 ] [ 35 ]               |
| Эмбенский бот № 2   | 4                                                         | 14 x 4,3                                                  | 2,2                                                       | Астраханское адмиралтейство               | И. Д. Алексеев                                                     | 1831 | 1846 | С 1831 по 1846 год использовался для охраны рыбных промыслов в эмбенских водах. В 1838 году подвергся тимберовке. По окончании службы был разобран. | [ 28 ] [ 35 ]               |
| Эмбенский бот № 3   | 4                                                         | 14 x 4,3                                                  | 2,2                                                       | Астраханское адмиралтейство               | И. Д. Алексеев                                                     | 1831 | 1847 | С 1831 по 1843 год, а также в 1845 году использовался для охраны рыбных промыслов в эмбенских водах. В 1839 году подвергся тимберовке. В 1844 году совершал плавания на северо-востоке Каспийского моря с правительственной комиссией на борту. По окончании службы был разобран. | [ 28 ] [ 35 ]               |
| Эмбенский бот № 4   | 4                                                         | 14 x 4,3                                                  | 2,2                                                       | Астраханское адмиралтейство               | С. Г. Бебихов                                                      | 1837 | 1846 | С 1837 по 1845 год использовался для охраны рыбных промыслов в эмбенских водах. В 1839 году принимал участие в сражении с киргиз-кайсаками в Александро-Байском заливе. По окончании службы был разобран.                                                                         | [ 28 ] [ 35 ]               |
| Эмбенский бот № 5   | 4                                                         | 14 x 4,3                                                  | 2,2                                                       | Астраханское адмиралтейство               | С. Г. Бебихов                                                      | 1837 | 1848 | С 1837 по 1847 год использовался для охраны рыбных промыслов в эмбенских водах. По окончании службы был разобран. | [ 28 ] [ 35 ]               |
| Ящерица             | Сведений о вооружении и конструкции судов не сохранилось. | Сведений о вооружении и конструкции судов не сохранилось. | Сведений о вооружении и конструкции судов не сохранилось. | Абовская верфь                            | Сведений о корабельных мастерах, построивших суда, не сохранилось. | 1843 | 1853 | По внутренним путям был переведён из Балтийского моря в Астрахань. Ежегодно с 1745 по 1852 год совершал плавания в Каспийском море. По окончании службы был разобран. | [ 35 ] [ 42 ] [ 43 ]        |
| Муравей             | Сведений о вооружении и конструкции судов не сохранилось. | Сведений о вооружении и конструкции судов не сохранилось. | Сведений о вооружении и конструкции судов не сохранилось. | Абовская верфь                            | Сведений о корабельных мастерах, построивших суда, не сохранилось. | 1847 | 1860 | По внутренним путям был переведён из Балтийского моря в Астрахань. Ежегодно с 1748 по 1854 год совершал плавания в Каспийском море. В 1855 году нёс брандвахтенную службу в Астрахани, а с 1857 по 1859 год — в Баку. По окончании службы был разобран в Астрахани.               | [ 35 ] [ 42 ] [ 43 ] [ 44 ] |
| Скорпион            | Сведений о вооружении и конструкции судов не сохранилось. | Сведений о вооружении и конструкции судов не сохранилось. | Сведений о вооружении и конструкции судов не сохранилось. | Абовская верфь                            | Сведений о корабельных мастерах, построивших суда, не сохранилось. | 1847 | 1860 | По внутренним путям был переведён из Балтийского моря в Астрахань. Ежегодно с 1748 по 1859 год совершал плавания в Каспийском море. 19 сентября (1 октября) 1852 года принимал участие в сражении у аула Гассан-Кули. По окончании службы был разобран в Астрахани.               | [ 35 ] [ 42 ] [ 43 ]        |

## Боты Сибирской флотилии
В разделе приведены боты, входившие в состав Сибирской флотилии России.
| Наименование          | Ор.                                                       | Размер                                                    | Осадка                                                    | Место постройки                                                       | Мастер                                                              | Вх.  | Вых. | История службы | Прим.                              |
| --------------------- | --------------------------------------------------------- | --------------------------------------------------------- | --------------------------------------------------------- | --------------------------------------------------------------------- | ------------------------------------------------------------------- | ---- | ---- | --- | ---------------------------------- |
| Фортуна               | Сведений о вооружении и конструкции судна не сохранилось. | Сведений о вооружении и конструкции судна не сохранилось. | Сведений о вооружении и конструкции судна не сохранилось. | Охотская верфь                                                        | А. Чаплин                                                           | 1727 | 1737 | Принимал участие в Первой Камчатской экспедиции. После экспедиции был вытащен на берег в Охотске. В 1737 году был тимберован и подготовлен к экспедиции М. П. Шпанберга. 13 (24) октября 1737 года разбился в устье реки Большая. | [ 2 ] [ 45 ] [ 46 ] [ 47 ] [ 48 ]  |
| Святой Гавриил        | н/д                                                       | 18,3 x 6,1                                                | 2,3                                                       | Нижнекамчатск                                                         | Сведений о корабельных мастерах, построивших судно, не сохранилось. | 1728 | 1755 | Принимал участие в Первой Камчатской экспедиции. После экспедиции совершал плавания в Тихом океане. В 1734 году доставил на Камчатку груз скота. В 1736 году подвергся тимбероке. Принимал участие в экспедиции М. П. Шпанберга к японским берегам и Курильским островам. В 1738 году выброшен на берег в районе устья реки Крутогорова, однако весной следующего года снят с мели и отремонтирован. В 1755 году бот был разобран. | [ 46 ] [ 49 ] [ 50 ]               |
| Восточный Гавриил     | Сведений о вооружении и конструкции судов не сохранилось. | Сведений о вооружении и конструкции судов не сохранилось. | Сведений о вооружении и конструкции судов не сохранилось. | Охотская верфь                                                        | Спешнев                                                             | 1729 | 1730 | Строился для участия в экспедиции А. Ф. Шестакова. По пути из Охотска на Камчатку 2 (13) октября 1730 года разбился в районе Большерецка. | [ 46 ] [ 49 ] [ 51 ] [ 52 ]        |
| Лев                   | Сведений о вооружении и конструкции судов не сохранилось. | Сведений о вооружении и конструкции судов не сохранилось. | Сведений о вооружении и конструкции судов не сохранилось. | Охотская верфь                                                        | А. Ф. Шестаков                                                      | 1729 | 1729 | Строился для участия в экспедиции А. Ф. Шестакова. Уничтожен в районе устья реки Яма во время нападения коряков. | [ 46 ] [ 49 ] [ 51 ]               |
| Иркутск               | н/д                                                       | 18,3 x 6,1                                                | 2,3                                                       | Якутск                                                                | Сведений о корабельных мастерах, построивших суда, не сохранилось.  | 1736 | 1741 | Принимал участие в Великой Северной экспедиции в составе пятого отряда П. Лассениуса и Д. Я. Лаптева. 10 (21) августа 1741 года оставлен экипажем в Нижне-Колымском остроге. | [ 46 ] [ 49 ] [ 51 ]               |
| Первый                | н/д                                                       | 16,8 x 4,9                                                | 1,8                                                       | Архангельск                                                           | Сведений о корабельных мастерах, построивших суда, не сохранилось.  | 1736 | н/д  | Принимали участие в Великой Северной экспедиции в составе первого отряда С. В. Муравьёва и С. Г. Малыгина. | [ 46 ] [ 49 ] [ 51 ]               |
| Второй                | н/д                                                       | 15,3 x 4,6                                                | 1,7                                                       | Архангельск                                                           | Сведений о корабельных мастерах, построивших суда, не сохранилось.  | 1736 | н/д  | Принимали участие в Великой Северной экспедиции в составе первого отряда С. В. Муравьёва и С. Г. Малыгина. | [ 46 ] [ 49 ] [ 51 ]               |
| Обь-Почтальон         | н/д                                                       | 18,3 x 5,2                                                | 2,3                                                       | Тобольск                                                              | Сведений о корабельных мастерах, построивших суда, не сохранилось.  | 1737 | н/д  | Принимал участие в Великой Северной экспедиции в составе третьего отряда Д. Л. Овцына и четвертого отряда Ф. А. Минина. | [ 46 ] [ 49 ] [ 53 ]               |
| Без названия          | Сведений о вооружении и конструкции судна не сохранилось. | Сведений о вооружении и конструкции судна не сохранилось. | Сведений о вооружении и конструкции судна не сохранилось. | Иркутск                                                               | Сведений о корабельных мастерах, построивших суда, не сохранилось.  | 1738 | 1764 | Использовался для грузовых перевозок по Байкалу. В 1764 году сожжён с целью выплавки железа. | [ 31 ] [ 46 ] [ 49 ]               |
| Без названия          | н/д                                                       | 12,2                                                      | н/д                                                       | Иркутск                                                               | Сведений о корабельных мастерах, построивших суда, не сохранилось.  | 1743 | н/д  | Использовался для грузовых перевозок по Байкалу. | [ 31 ]                             |
| Акланск               | Сведений о вооружении и конструкции судов не сохранилось. | Сведений о вооружении и конструкции судов не сохранилось. | Сведений о вооружении и конструкции судов не сохранилось. | Охотская верфь                                                        | А. И. Кузьмин                                                       | 1748 | 1758 | В 1748 году был выброшен на мель в районе Охотска, однако позже был снят с мели и отремонтирован и в следующем году на боты выполнялась опись северных берегов Охотского моря и Пенжинской губы. По окончании службы был разобран. | [ 31 ] [ 49 ] [ 54 ]               |
| Иоанн                 | Сведений о вооружении и конструкции судов не сохранилось. | Сведений о вооружении и конструкции судов не сохранилось. | Сведений о вооружении и конструкции судов не сохранилось. | Охотская верфь                                                        | Захаров                                                             | 1753 | 1758 | С 1753 по 1758 год использовался для грузовых перевозок между портами Охотского моря. В 1757 году волнами был выброшен на берег в районе Охотска, а в следующем году сожжён с целью выплавки железа. | [ 31 ] [ 49 ] [ 55 ]               |
| Николай               | Сведений о вооружении и конструкции судов не сохранилось. | Сведений о вооружении и конструкции судов не сохранилось. | Сведений о вооружении и конструкции судов не сохранилось. | Охотская верфь                                                        | Захаров                                                             | 1756 | 1767 | Использовался для грузовых и пассажирских перевозок между портами Охотского моря. Разбился в 130 верстах от Гижиги. | [ 31 ] [ 49 ] [ 55 ]               |
| Гавриил               | Сведений о вооружении и конструкции судов не сохранилось. | Сведений о вооружении и конструкции судов не сохранилось. | Сведений о вооружении и конструкции судов не сохранилось. | Охотская верфь                                                        | Захаров                                                             | 1763 | 1770 | С 1763 по 1766 год, а также в 1768 и 1769 годах использовался для грузовых и пассажирских перевозок между портами Охотского моря. В 1766 году принимал участие в экспедиции П. К. Креницына. 25 октября (5 ноября) 1766 года выброшен на берег в устье реки Большая, однако позже был отремонтирован и введён в строй. По окончании службы был разобран.                                                                           | [ 31 ] [ 55 ] [ 56 ] [ 57 ]        |
| Адриан и Наталья      | н/д                                                       | 16,8 x 5,2                                                | 2                                                         | Иркутское адмиралтейство                                              | Н. Попов                                                            | 1773 | н/д  | Использовался для грузовых и пассажирских перевозок по озеру Байкал. | [ 38 ] [ 55 ] [ 56 ]               |
| Святой Николай        | Сведений о вооружении и конструкции судов не сохранилось. | Сведений о вооружении и конструкции судов не сохранилось. | Сведений о вооружении и конструкции судов не сохранилось. | Приобретены у частных судовладельцев, места постройки не установлены. | Сведений о корабельных мастерах, построивших суда, не сохранилось.  | 1787 | 1787 | Сведений о плаваниях не сохранилось. Разбился у Большерецка. | [ 55 ] [ 56 ] [ 42 ]               |
| Алексей Божий человек | Сведений о вооружении и конструкции судов не сохранилось. | Сведений о вооружении и конструкции судов не сохранилось. | Сведений о вооружении и конструкции судов не сохранилось. | Приобретены у частных судовладельцев, места постройки не установлены. | Сведений о корабельных мастерах, построивших суда, не сохранилось.  | 1788 | 1801 | Использовался для грузовых и пассажирских перевозок между портами Охотского моря. По окончании службы был разобран. | [ 55 ] [ 56 ] [ 42 ]               |
| Кадьяк                | Сведений о вооружении и конструкции судов не сохранилось. | Сведений о вооружении и конструкции судов не сохранилось. | Сведений о вооружении и конструкции судов не сохранилось. | Охотская верфь                                                        | Б. И. Вашуткин, Н. Попов                                            | 1805 | 1805 | Использовался для осмотра западных берегов Охотского моря, разбился у острова Медвежий. | [ 58 ] [ 59 ] [ 60 ] [ 61 ] [ 62 ] |
| Василий               | Сведений о вооружении и конструкции судов не сохранилось. | Сведений о вооружении и конструкции судов не сохранилось. | Сведений о вооружении и конструкции судов не сохранилось. | Охотская верфь                                                        | Бухарин                                                             | 1808 | н/д  | Использовались для грузопассажирских перевозок между портами Охотского моря. | [ 28 ] [ 55 ] [ 56 ]               |
| Александр             | Сведений о вооружении и конструкции судов не сохранилось. | Сведений о вооружении и конструкции судов не сохранилось. | Сведений о вооружении и конструкции судов не сохранилось. | Охотская верфь                                                        | Сведений о корабельных мастерах, построивших суда, не сохранилось.  | 1819 | н/д  | Использовались для грузопассажирских перевозок между портами Охотского моря. | [ 28 ] [ 55 ] [ 56 ]               |
| Михаил                | Сведений о вооружении и конструкции судов не сохранилось. | Сведений о вооружении и конструкции судов не сохранилось. | Сведений о вооружении и конструкции судов не сохранилось. | Иркутское адмиралтейство                                              | Сведений о корабельных мастерах, построивших суда, не сохранилось.  | 1823 | 1837 | Использовался для грузопассажирских перевозок по Байкалу. По окончании службы разобран в Иркутске. | [ 28 ] [ 55 ] [ 56 ]               |
| Алеут                 | Сведений о вооружении и конструкции судов не сохранилось. | Сведений о вооружении и конструкции судов не сохранилось. | Сведений о вооружении и конструкции судов не сохранилось. | Охотская верфь                                                        | Сведений о корабельных мастерах, построивших суда, не сохранилось.  | 1834 | н/д  | С 1835 по 1844 год использовался для грузопассажирских перевозок между портами Охотского моря. | [ 28 ] [ 55 ] [ 56 ]               |
| Уналашка              | Сведений о вооружении и конструкции судов не сохранилось. | Сведений о вооружении и конструкции судов не сохранилось. | Сведений о вооружении и конструкции судов не сохранилось. | н/д                                                                   | Сведений о корабельных мастерах, построивших суда, не сохранилось.  | 1840 | н/д  | Использовался для грузовых перевозок между портами Охотского моря. | [ 28 ]                             |
| Кадьяк                | Сведений о вооружении и конструкции судов не сохранилось. | Сведений о вооружении и конструкции судов не сохранилось. | Сведений о вооружении и конструкции судов не сохранилось. | Охотская верфь                                                        | Сведений о корабельных мастерах, построивших суда, не сохранилось.  | 1843 | 1860 | С 1844 по 1853 год использовался для грузопассажирских перевозок между портами Охотского моря. Принимал участие в Крымской войне, в составе эскадры контр-адмирала В. С. Завойко участвовал в эвакуации Петропавловска. В 1859 году использовался для грузовых перевозок по Амуру. По окончании службы разобран в Петропавловске.                                                                                                  | [ 55 ] [ 56 ] [ 63 ]               |
| Камчадал              | Сведений о вооружении и конструкции судов не сохранилось. | Сведений о вооружении и конструкции судов не сохранилось. | Сведений о вооружении и конструкции судов не сохранилось. | Новоархангельская верфь                                               | Сведений о корабельных мастерах, построивших суда, не сохранилось.  | 1845 | н/д  | Использовался для грузовых перевозок между портами Тихого океана. | [ 42 ] [ 55 ] [ 56 ]               |
| Ангара                | Сведений о вооружении и конструкции судов не сохранилось. | Сведений о вооружении и конструкции судов не сохранилось. | Сведений о вооружении и конструкции судов не сохранилось. | н/д                                                                   | Сведений о корабельных мастерах, построивших суда, не сохранилось.  | 1849 | 1850 | Использовался для грузовых перевозок между портами Охотского моря. 17 (29) сентября 1850 года по пути из Охотска в Петропавловск разбился у восточного берега Камчатки. | [ 42 ] [ 55 ] [ 56 ] [ 64 ]        |
| Первый                | Сведений о вооружении и конструкции судов не сохранилось. | Сведений о вооружении и конструкции судов не сохранилось. | Сведений о вооружении и конструкции судов не сохранилось. | река Камчатка                                                         | Сведений о корабельных мастерах, построивших суда, не сохранилось.  | 1852 | н/д  | В 1852 и 1853 годах использовался для грузовых перевозок между портами Охотского моря. Принимал участие в Крымской войне, в том числе в эвакуации Петропавловска. В 1859 году использовался для выполнения гидрографических работ на Амуре. | [ 42 ] [ 55 ] [ 56 ]               |

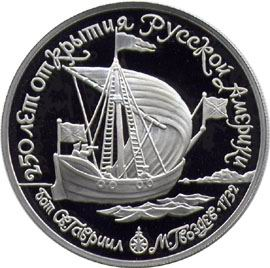
Бот «Святой Гавриил» на советской платиновой памятной монете 1990 года
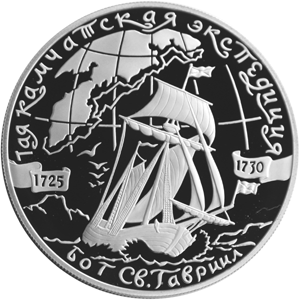
Бот «Святой Гавриил» на российской памятной монете 2003 года
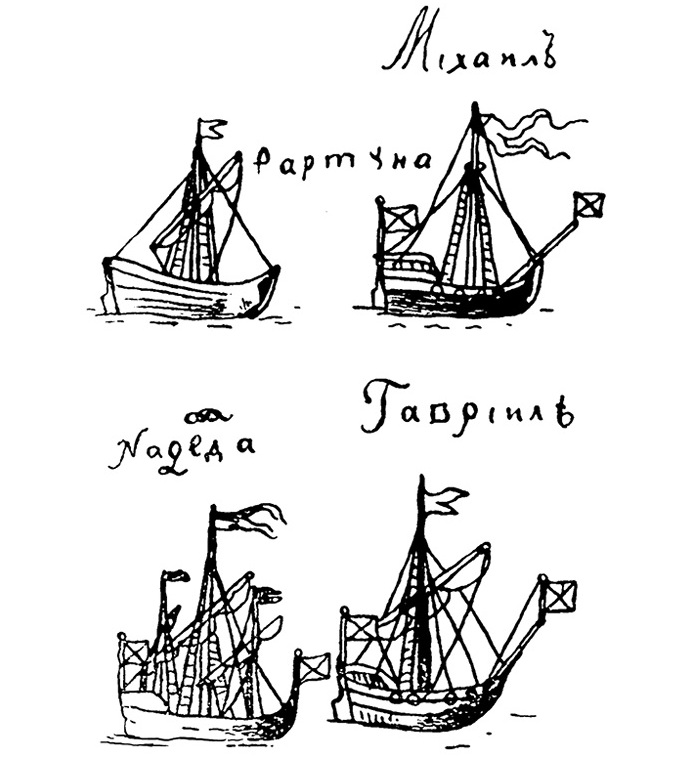
Суда, построенные на охотских верфях Второй Камчатской экспедиции. Рисунок М. П. Шпанберга

## Боты, захваченные у неприятеля
В этом разделе представлены боты, захваченные у неприятеля.
| Наименование    | Ор. | Размер                                    | Осадка                                    | Место взятия в плен    | Захвачен | Подробности взятия в плен | Прим.         |
| --------------- | --- | ----------------------------------------- | ----------------------------------------- | ---------------------- | -------- | --- | ------------- |
| Гедан           | 10  | Сведений о размерах судов не сохранилось. | Сведений о размерах судов не сохранилось. | устье Невы             | 1703     | Захвачен у шведов во время 7 (18) мая 1703 года боя в устье Невы отрядом из солдат Преображенского и Семёновского лейб-гвардейских полков под командованием Петра Первого и А. Д. Меншикова.                                                                                                   | [ 65 ]        |
| Эсперн          | 4   | Сведений о размерах судов не сохранилось. | Сведений о размерах судов не сохранилось. | Выборгский залив       | 1706     | Захвачен у шведов 12 (23) октября 1706 года в Выборгском заливе отрядом лейб-гвардии Преображенского полка. | [ 66 ]        |
| Почтовый бот    | н/д | 26,1 x 4,9                                | 1,6                                       | район острова Соммерса | 1712     | Захвачен у шведов 17 (28) августа 1712 года у острова Соммерса эскадрой гребного флота под командованием шаутбенахта графа И. Ф. Боциса. | [ 67 ]        |
| 2 бота          | 8   | Сведений о размерах судов не сохранилось. | Сведений о размерах судов не сохранилось. | финляндские шхеры      | 1712     | Захвачены у шведов 20 (31) августа 1712 года в финляндских шхерах эскадрой гребного флота под командованием шаутбенахта графа И. Ф. Боциса. | [ 67 ]        |
| Луиза-Ульрика   | 8   | 16,5 x 5,2                                | 2,8                                       | Выборгская губа        | 1790     | Захвачены у шведов 22 июня (3 июля) 1790 года во время Выборгского морского сражения эскадрой под командованием адмирала В. Я. Чичагова. До 1802 года находился в личном распоряжении В. Я. Чичагова, после чего был зачислен в состав флота в качестве яхты, которая прослужила до 1812 года. | [ 68 ] [ 69 ] |
| Канонерский бот | 1   | 13,4 х 3,5                                | 1,2                                       | районе Биорке          | 1790     | Захвачен у шведов 22 июня (3 июля) 1790 года в районе Биорке гребной флотилией под командованием вице-адмирала принца К. Г. Нассау-Зигена. Зачислен в состав флота в качестве йола, прослужил до 1805 года.                                                                                    | [ 70 ] [ 71 ] |

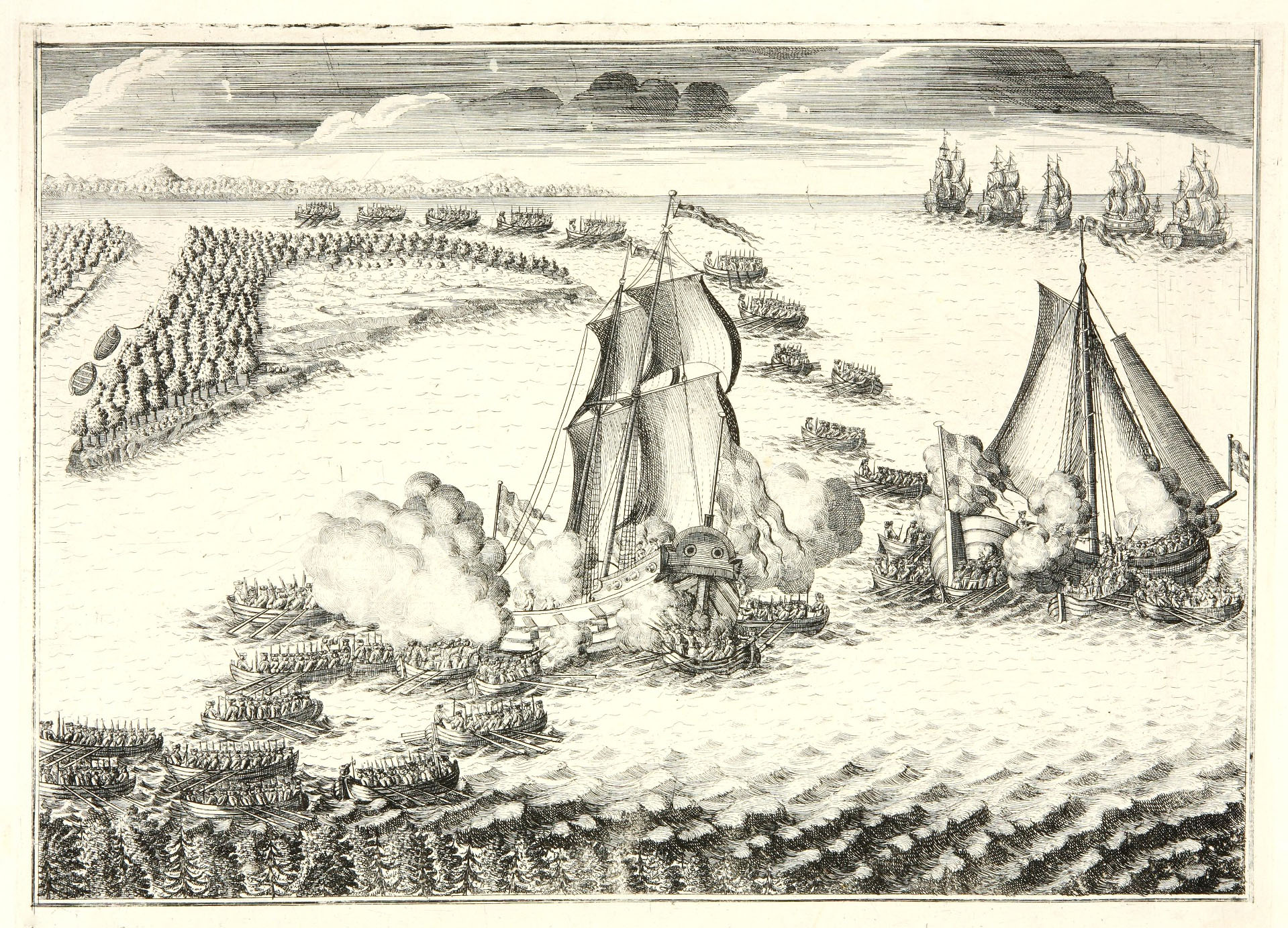
Адриан Шхонебек, «Взятие шведских судов «Астрильд» и «Гедан» на невском взморье в ночь с 6 на 7 мая 1703 года»
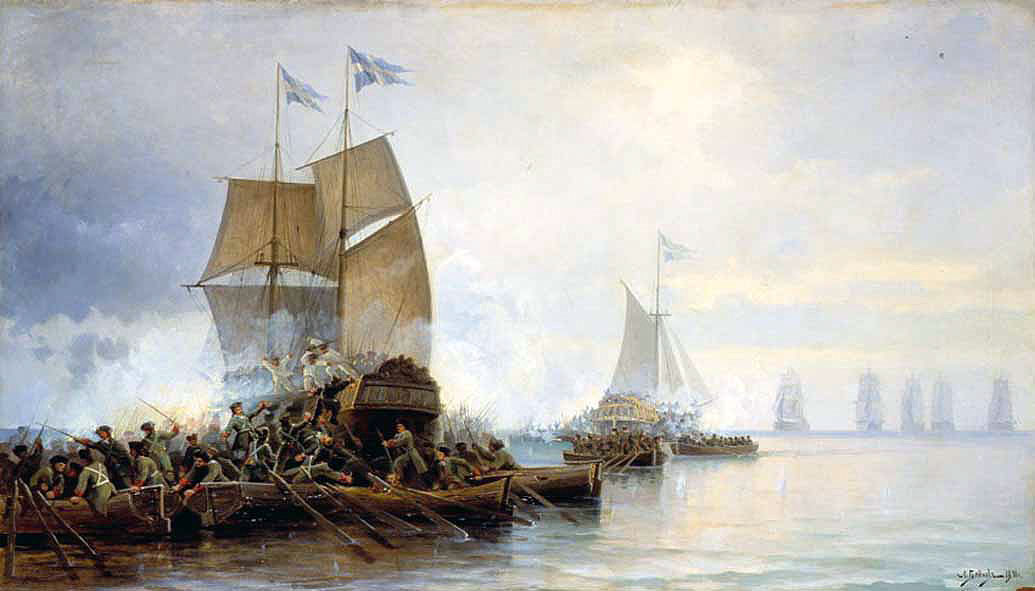
Л. Д. Блинов, «Взятие шведских кораблей в устье Невы», 1890 год
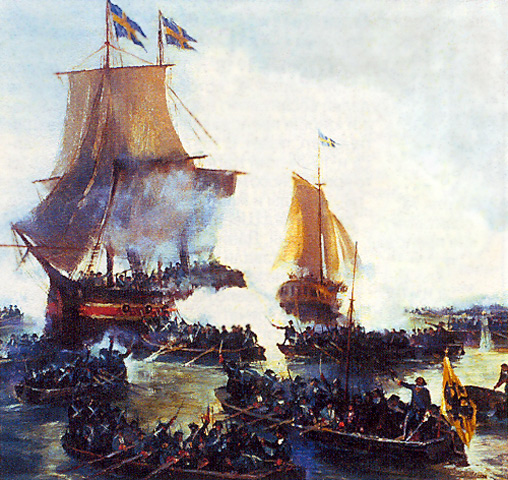
Взятие шведских кораблей «Гедан» и «Астрильд» в устье Невы
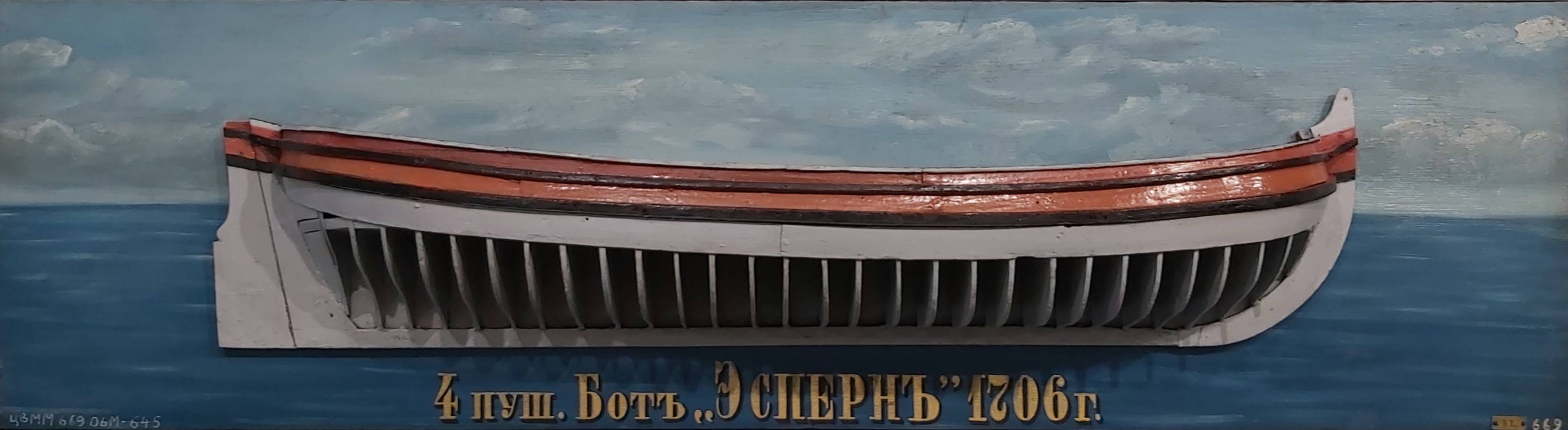
Полумодель бота «Эсперн» из коллекции ЦВММ

### Комментарии
1. 1 2 3 4 5 6 7 8 9 10  Боты «Курьер», «Миус», «Санбек», «Темерник», «Битюг», «Карабут», «Елань», «Хопёр», «Калмиус» и «Новопавловск» строились по одному проекту, тип «Курьер». Бот «Миус» в некоторых источниках упоминается яхтой.
2. ↑  Указана только длина судов.
3. ↑  Или «Принцесса Елизабет».
4. 1 2 3 4 5 6  Боты «Курьер», «Почтальон», «Сокол», «Сулак», «Штафет» и «Терек» строились по одному проекту, тип «Курьер».
5. ↑  По другим данным в 1722 году.
6. 1 2  Бот «Соловей» и три бота с несохранившимися наименованиями строились по одному проекту, тип «Соловей».
7. 1 2 3  Боты № 1—3 строились по одному проекту, тип «Номерной».
8. 1 2 3 4 5  Боты № 1—5 строились по одному проекту, тип «Эмбенский». Наименование «эмбенские» связано с рекой Эмбой.
9. ↑  По другим данным в 1729 году.
10. ↑  По другим данным в 1736 году.
11. ↑  Указана длина судна.
12. ↑  Или «Самсон».
13. ↑  Или «Святой Гавриил».
14. ↑  По другим данным разбился.
15. ↑  В ряде документов числился катером.
16. 1 2  Точная дата постройки не установлена, указан наиболее вероятный год постройки.
17. ↑  Или № 1.
18. ↑  Или йол.